# Csaba Szücs (Handballspieler, 1987)
Csaba Szücs (ungarisch Szűcs Csaba, [ˈsyːtʃ ˈtʃɒbɒ]; * 28. Juli 1987 in Košice) ist ein ehemaliger slowakischer Handballspieler, der der dortigen ungarischen Minderheit angehört. Mittlerweile ist er als Handballtrainer tätig.

## Karriere
Szücs spielte von 2002 bis 2008 beim HC Erlangen in verschiedenen Nachwuchsmannschaften sowie in der 2. Handball-Bundesliga. Er spielte in der Saison 2008/2009 in der Handball-Bundesliga bei der HSG Nordhorn-Lingen. Danach wechselte er zum TV Großwallstadt. Ab der Saison 2011/12 ging er für die TSV Hannover-Burgdorf auf Torejagd. Zur Saison 2017/18 wechselte er zum Bergischen HC. Im Angriff spielte Szücs meist auf Rückraum links, gegen Ende seiner Laufbahn als Spieler kam er aber vornehmlich in der Abwehr zum Einsatz. Im Jahr 2023 beendete er seine Karriere.
Für die slowakische Nationalmannschaft bestritt er bis Dezember 2011 insgesamt 53 Länderspiele, in denen er 99 Tore warf. Er stand im Aufgebot der Slowakei zur Weltmeisterschaft 2011, musste aber verletzungsbedingt absagen.
Szücz trainiert seit September 2024 den deutschen Drittligisten TG Landshut.

## Privates
Sein Vater, der ebenfalls Csaba Szücs heißt, lief früher für die tschechoslowakische Handballnationalmannschaft auf. Seine Schwester Silvia spielt ebenfalls Handball.